# Christian Gottlieb Théophile Steinlen
Christian Gottlieb Steinlen, également appelé Théophile Steinlein, né à Stuttgart le 26 mars 1779 et mort à Vevey le 28 mars 1847, est un peintre, aquarelliste, illustrateur, dessinateur et graveur suisse.

## Biographie
Après avoir vécu un certain temps à Neuchâtel, Steinlen s’établit à Vevey, ville dont il obtient la bourgeoisie en 1832. Il épouse en 1820 Charlotte Weibel, de Vevey, qui lui donnera dix enfants, dont Aimé Steinlen, littérateur, et Marius Steinlen, peintre. Théophile Alexandre Steinlen est son petit-fils.
Steinlen enseigne dès 1832 au collège de Vevey et est chargé de dessiner l’album officiel de la Fête des vignerons de 1833, ainsi que de dessiner les costumes de figurants.
On lui doit de nombreuses vues des environs de Vevey, dont un certain nombre ont été publiées sous forme de gravures. Il a dessiné aussi les estampes de l’almanach du Messager boîteux, couverture et vignettes, de 1810 à 1849.